# Efraín de Antioquía
Efraín de Antioquía, San Efraín de Antioquía (en griego, Άγιος Εφραίμ ο Αντιοχείας, Ágios Efraím o Antiocheías), también conocido como Efrén (o Efraim) de Antioquía o San Efraín de Amida (en griego, Άγιος Εφραίμ o Ἀμίδιος y en siríaco, ܐܦܪܝܡ ܐܡܕܝܐ), que floreció en mayo de 526, fue Patriarca de Antioquía, y cabeza de la Iglesia ortodoxa griega de Antioquía, desde 527 hasta su muerte en 545. 
Fue defensor del credo calcedoniano contra los monofisitas durante la controversia monofisita y uno de sus líderes bajo Justiniano. Es venerado como santo en la Iglesia ortodoxa oriental y la Iglesia católica, y celebrado el 8 de junio. 

## Biografía

### Primeros tiempos
Efraín era hijo de un tal Apiano, Nació en la ciudad de Amida en el siglo V allí aprendió griego y siríaco con fluidez. Efraín sirvió en el funcionariado civil, y posteriormente llegó a general militar durante los reinados de los emperadores Anastasio I y su sucesor, el emperador Justino I. En 522, el emperador Justino le nombró comes Orientis y tomó medidas severas contra los Azules, una facción de las carreras de carros, que se habían amotinado a principios de ese año. Los disturbios en la ciudad cesaron como resultado de la intervención de Efraín, y en 524/525, se le otorgó el título honorario de comes sacrarum largitionum, lo que le llevó a ser admitido en el Senado. Efraín realizó obras de construcción en Antioquía en noviembre de 524 o en 525.
A fines de 525, Efraín fue reemplazado por Anatoli, pero fue nombrado nuevamente comes Orientis el 29 de mayo de 526, cuando un terremoto sacudió Antioquía. Efraín comenzó la reconstrucción de la ciudad, durante la cual vio una columna de fuego que se elevaba desde un cantero dormido hacia el cielo. Efraín despertó al cantero, que le reveló que anteriormente había sido obispo y profetizó que se convertiría en Patriarca de Antioquía. Los esfuerzos de Efraín por reconstruir la ciudad ganaron las simpatías de la gente de Antioquía y le pidieron que sucediera a Eufrasio como patriarca, ya que había muerto en el terremoto de 526. Ante esto, Efraín se convirtió en monje y fue consagrado Patriarca de Antioquía en abril/mayo de 527.

### Patriarca de Antioquía
En 528, Antioquía fue de nuevo víctima de otro terremoto, durante el que murieron cerca de 5.000 personas, y Efraín ayudó a reconstruir la ciudad una vez más. Antioquía continuó sufriendo una cadena de terremotos y muchos huyeron de la ciudad. Efraín, entonces, ordenó a la gente que escribiera sobre las puertas de sus casas: 'Que Cristo esté con nosotros'. Cuando los terremotos pararon, Antioquía fue llamada Teópolis (Theopolis, ciudad de Dios).
En 529, Al-Mundhir III, rey de los lájmidas, invadió Siria y esclavizó a los prisioneros. Cuando al año siguiente los prisioneros hicieron un llamamiento a Efraín, este pagó su rescate. En 531, las relaciones con los monofisitas rápidamente tomaron un giro violento y se amotinaron en Antioquía, atacando el palacio patriarcal, pero fueron expulsados por el comes Orientis. Antes de su consagración como patriarca de Constantinopla, Efraín escribió a Ántimo, arzobispo de Trebisonda, sobre las naturalezas de Cristo y la herejía del Eutiquianismo, y le recordó la importancia del Concilio de Calcedonia. Más tarde, Ántimo se convirtió en patriarca en 535 y adoptó el no calcedonismo, lo que llevó a Efraín a enviar a Sergio de Reshaina con una carta para pedir reunirse con el papa Agapito I y advertirle que los no calcedonios se habían asegurado el control de las Iglesias de Alejandría y Constantinopla. Como consecuencia, Agapito intervino y Ántimo fue depuesto en 536.
Después de que el emperador Justiniano emitiera un edicto prohibiendo los escritos de Severo de Antioquía en agosto de 536, Efraín realizó una gira por Siria y Mesopotamia junto a un contingente de soldados para hacer cumplir el Concilio de Calcedonia y perseguir a sus oponentes. Viajó a Calcis, Beroea, Hierápolis, Batnae, Edesa, Sura, Callinicum, Theodosioupolis, Constantina y Amida. Efraín hizo que los monjes no calcedonios fueran expulsados de sus monasterios en pleno invierno, encarcelaron a quienes se negaron a aceptar el concilio e hicieron piras en algunos casos. Según su hagiografía, Efraín se encontró con un estilita no calcedonio cerca de la ciudad de Hierápolis o Heracleia e intentó convertirlo, aunque el estilita no estaba convencido. El estilita construyó una hoguera y le retó a entrar en la hoguera para probar quién tenía razón, a lo que Efraín puso su omoforio en el fuego y después de tres horas, fue retirado de la hoguera sin daño. a lo que el estilita renunció a su herejía. Efraín envió a su hermano Juan, un sátrapa de un principado armenio, a Amida para convencer a los monjes no calcedonios de aceptar el Concilio de Calcedonia. Cuando se negaron, Juan se vio obligado a expulsarlos de la ciudad.
Según Miguel el Sirio, Efraín fue enviado por el emperador Justiniano I como embajador a Al-Harith ibn Jabalah, rey de los gasánidas, e intentó sin éxito persuadir al rey para que aceptara el Concilio de Calcedonia. En 537, Efraín conspiró para encarcelar al clérigo no calcedonio Juan de Tella, quien se había refugiado en el Imperio sasánida. Supuestamente le dijo al gobierno sasánida que Juan había cometido simonía y era un rebelde. por lo que se capturó a Juan y se lo entregaron a Efraín. Posteriormente humilló y encarceló a Juan en Antioquía, donde murió en 538. En 537/538, Efraín celebró un sínodo en Antioquía, al que asistieron 132 obispos, y declaró la aprobación del sínodo celebrado en Constantinopla en 536 y condenó a Severo de Antioquía. Syncletico, Arzobispo de Tarso y su sincelo (syncellus) Esteban, que eran sospechosos de adhesión al eutiquianismo, fueron considerados por el sínodo, pero fueron absueltos después de hacer confesión de fe.
La guerra entre los sasánidas y los romanos llevó a Antioquía a ser asediada por fuerzas sasánidas en 540. Efraín intentó sin éxito pagar a los sasánidas para aliviar su asedio en varias ocasiones, pero los sasánidas se apoderaron de la ciudad y Efraín tuvo que huir a Cilicia, donde permaneció hasta que los romanos volvieron a tomar Antioquía. La catedral de Antioquía y sus edificios anexos se salvaron de la destrucción después de que Efraín pagase a los sasánidas mediante objetos preciosos. En 542, Efraín viajó a Jerusalén, donde se reunió con seis monjes sabaitas que habían sido expulsados de sus monasterios por origenistas. Los monjes apelaron al santo para actuar contra el origenismo. Efraín asistió al Sínodo de Gaza junto a Hipatio, arzobispo de Éfeso y el patriarca Pedro de Jerusalén y condenó y depuso al patriarca Pablo I de Alejandría.
Efraín celebró un sínodo en Antioquía en 542 donde condenó a Orígenes y a los partidarios de sus doctrinas. En un intento por acercar posturas entre los partidarios y los opositores del Concilio de Calcedonia, Justiniano I emitió un edicto a fines de 543 o principios de 544 que condenó los llamados Tres Capítulos, comenzando así la Controversia de los Tres Capítulos. Aunque se negó a aceptar el edicto, el emperador amenazó a Efraín con deponerle, por lo que finalmente acordó condenar los Tres Capítulos, y escribió al Papa Vigilio para declarar que solo había aceptado bajo el imperio de la fuerza. Efraín murió al año siguiente.